# Giesener Wald
Der Giesener Wald ist ein Wald- und Naturschutzgebiet in der Stadt Hildesheim und in der Gemeinde Giesen im Landkreis Hildesheim in Niedersachsen.

## Naturschutzgebiet

### Allgemeines
Das Naturschutzgebiet mit dem Kennzeichen NSG HA 256 ist rund 142 Hektar groß. Der größte Teil des Naturschutzgebietes ist Bestandteil des FFH-Gebietes Haseder Busch, Giesener Berge, Gallberg, Finkenberg. Nach Süden grenzt es an die Naturschutzgebiete „Osterberg“, „Giesener Teiche“ und „Lange Dreisch und Osterberg“. Das Gebiet steht seit dem 4. Juni 2020 unter Naturschutz. Es ersetzte das 1967 ausgewiesene Landschaftsschutzgebiet „Giesener Berge und Teiche“ (Kennzeichen LSG HI 38 und LSG HI-S–12). Zuständige untere Naturschutzbehörden sind die Stadt Hildesheim und der Landkreis Hildesheim.

### Beschreibung
Das Naturschutzgebiet liegt nordwestlich von Hildesheim im Norden der Giesener Berge. Es stellt ein überwiegend von Buchenwäldern geprägtes Waldgebiet unter Naturschutz. Die Buchenwälder werden von der Rotbuche dominiert. Dazu gesellen sich insbesondere Bergahorn und Vogelkirsche. Die Krautschicht wird von Waldmeister, Goldnessel, Waldgerste, Waldsegge, Gewöhnlichem Hexenkraut, Waldbingelkraut, Waldflattergras und Ähriger Teufelskralle gebildet. Daneben sind Eichen-Hainbuchenwälder und kleinflächig Auwälder ausgeprägt. Die Eichen-Hainbuchenwälder werden von Stiel- und Traubeneiche, Hainbuche, Feldahorn, Esche und Vogelkirsche gebildet. Dazu gesellen sich Blutroter Hartriegel, Gewöhnlicher Hasel, Weißdorn, Echter Seidelbast, Pfaffenhütchen, Rote Heckenkirsche und Kornelkirsche. In der Krautschicht siedeln Pfirsichblättrige Glockenblume, Waldlabkraut, Türkenbundlilie, Stattliches Knabenkraut, Echte Schlüsselblume, Wunderveilchen, Rauhaariges Veilchen, Leberblümchen und Blauroter Steinsame. Die Auwaldgesellschaften mit Schwarzerle und Esche als dominierende Baumarten stocken entlang eines Bachs, der im Naturschutzgebiet entspringt und das Gebiet in nördliche Richtung durchläuft. In der Krautschicht siedeln Sumpfpippau, Winkelsegge, Gewöhnliches Hexenkraut, Großes Springkraut und Hohe Schlüsselblume. Teilweise sind die Waldgesellschaften hier auch als feuchte Eichen- und Hainbuchenmischwälder ausgeprägt. Weitere feuchte Eichen- und Hainbuchenmischwälder stocken im Übergang zu den Giesener Teichen im Süden des Schutzgebietes. Die feuchten Eichen- und Hainbuchenmischwälder werden in erster Linie von Stieleiche, Schwarzerle, Winterlinde, Hainbuche, Vogelkirsche, Gewöhnlicher Hasel und Zweigriffeligem Weißdorn gebildet. In der Krautschicht siedeln Buschwindröschen, Gelbes Windröschen, Aronstab, Rasenschmiele, Wiesenschaumkraut, Geflecktes Lungenkraut, Hohe Schlüsselblume, Gewöhnliches Hexenkraut und Stattliches Knabenkraut. Die Waldgesellschaften sind überwiegend naturnah ausgeprägt und verfügen über einen vielfach hohen Alt- und Totholzanteil.
Die Waldgesellschaften im Nordwesten und Westen werden von ehemaligen Mittelwäldern mit artenreicher Krautschicht und mächtigen alten Eichen geprägt. Verstreut im Naturschutzgebiet stocken Schneitel-Hainbuchen als Relikte früherer Waldnutzung.
Das Gebiet ist Lebensraum unter anderem für Grau-, Schwarz-, Mittel-, Bunt- und Kleinspecht, Hohltaube, Kleiber, Nachtigall, Pirol, Trauerschnäpper, Waldlaubsänger, Gartenbaumläufer, Sumpfmeise, Waldschnepfe und Rotmilan. Weiterhin beherbergt es Fledermausarten des Waldes, darunter Großes Mausohr und Bechsteinfledermaus und die Schmetterlinge Großer Schillerfalter und Kaisermantel. Das Gebiet ist Lebensraum verschiedener Schnecken und Amphibien, darunter beispielsweise der Kammmolch. Auch die Wildkatze ist hier heimisch.
Im Nordwesten des Giesener Waldes befinden sich kulturhistorisch bedeutsame Hügelgräber. Das Gräberfeld besteht aus 43 Grabhügeln.
Im Südwesten des Naturschutzgebietes ist eine Grünlandfläche in das Gebiet einbezogen, die an den Giesener Wald grenzt und eine Lücke zum Naturschutzgebiet „Osterberg“ schließt. Das Naturschutzgebiet grenzt im Westen und Osten überwiegend an landwirtschaftliche Nutzflächen. Im Norden grenzt es teilweise an die Wohnbebauung der Ortslage Giesen. Im Südosten befindet sich eine ehemalige Standortschießanlage der Bundeswehr innerhalb des Naturschutzgebietes.